# Nummer 1-hits in de Billboard Best Sellers Chart in 1955
Deze hits stonden in 1955 op nummer 1 in Billboards Best Sellers In Stores hitlijst.
| Datum        | Artiest                            | Titel                               |
| ------------ | ---------------------------------- | ----------------------------------- |
| 1 januari    | The Chordettes                     | Mr. Sandman                         |
| 8 januari    | The Chordettes                     | Mr. Sandman                         |
| 15 januari   | The Chordettes                     | Mr. Sandman                         |
| 22 januari   | Joan Weber                         | Let me go lover                     |
| 29 januari   | Joan Weber                         | Let me go lover                     |
| 5 februari   | The Fontane Sisters                | Hearts of stone                     |
| 12 februari  | The McGuire Sisters                | Sincerely                           |
| 19 februari  | The McGuire Sisters                | Sincerely                           |
| 26 februari  | The McGuire Sisters                | Sincerely                           |
| 5 maart      | The McGuire Sisters                | Sincerely                           |
| 12 maart     | The McGuire Sisters                | Sincerely                           |
| 19 maart     | The McGuire Sisters                | Sincerely                           |
| 26 maart     | Bill Hayes                         | The ballad of Davy Crockett         |
| 2 april      | Bill Hayes                         | The ballad of Davy Crockett         |
| 9 april      | Bill Hayes                         | The ballad of Davy Crockett         |
| 16 april     | Bill Hayes                         | The ballad of Davy Crockett         |
| 23 april     | Bill Hayes                         | The ballad of Davy Crockett         |
| 30 april     | Pérez 'Prez' Prado & his Orchestra | Cherry pink and apple blossom white |
| 7 mei        | Pérez 'Prez' Prado & his Orchestra | Cherry pink and apple blossom white |
| 14 mei       | Pérez 'Prez' Prado & his Orchestra | Cherry pink and apple blossom white |
| 21 mei       | Pérez 'Prez' Prado & his Orchestra | Cherry pink and apple blossom white |
| 28 mei       | Pérez 'Prez' Prado & his Orchestra | Cherry pink and apple blossom white |
| 4 juni       | Pérez 'Prez' Prado & his Orchestra | Cherry pink and apple blossom white |
| 11 juni      | Pérez 'Prez' Prado & his Orchestra | Cherry pink and apple blossom white |
| 18 juni      | Pérez 'Prez' Prado & his Orchestra | Cherry pink and apple blossom white |
| 25 juni      | Pérez 'Prez' Prado & his Orchestra | Cherry pink and apple blossom white |
| 2 juli       | Pérez 'Prez' Prado & his Orchestra | Cherry pink and apple blossom white |
| 9 juli       | Bill Haley & His Comets            | (We're gonna) Rock around the clock |
| 16 juli      | Bill Haley & His Comets            | (We're gonna) Rock around the clock |
| 23 juli      | Bill Haley & His Comets            | (We're gonna) Rock around the clock |
| 30 juli      | Bill Haley & His Comets            | (We're gonna) Rock around the clock |
| 6 augustus   | Bill Haley & His Comets            | (We're gonna) Rock around the clock |
| 13 augustus  | Bill Haley & His Comets            | (We're gonna) Rock around the clock |
| 20 augustus  | Bill Haley & His Comets            | (We're gonna) Rock around the clock |
| 27 augustus  | Bill Haley & His Comets            | (We're gonna) Rock around the clock |
| 3 september  | Mitch Miller                       | The yellow rose of Texas            |
| 10 september | Mitch Miller                       | The yellow rose of Texas            |
| 17 september | Mitch Miller                       | The yellow rose of Texas            |
| 24 september | Mitch Miller                       | The yellow rose of Texas            |
| 1 oktober    | Mitch Miller                       | The yellow rose of Texas            |
| 8 oktober    | Mitch Miller                       | The yellow rose of Texas            |
| 15 oktober   | The Four Aces                      | Love is a many splendored thing     |
| 22 oktober   | The Four Aces                      | Love is a many splendored thing     |
| 29 oktober   | Roger Williams                     | Autumn leaves                       |
| 5 november   | Roger Williams                     | Autumn leaves                       |
| 12 november  | Roger Williams                     | Autumn leaves                       |
| 19 november  | Roger Williams                     | Autumn leaves                       |
| 26 november  | Tennessee Ernie Ford               | Sixteen tons                        |
| 3 december   | Tennessee Ernie Ford               | Sixteen tons                        |
| 10 december  | Tennessee Ernie Ford               | Sixteen tons                        |
| 17 december  | Tennessee Ernie Ford               | Sixteen tons                        |
| 24 december  | Tennessee Ernie Ford               | Sixteen tons                        |
| 31 december  | Tennessee Ernie Ford               | Sixteen tons                        |

1940 ·
1941 · 
1942 ·
1943 ·
1944 ·
1945 ·
1946 ·
1947 ·
1948 ·
1949 ·
1950 ·
1951 ·
1952 ·
1953 ·
1954 ·
1955 ·
1956 ·
1957 ·
1958 ·
1959 ·
1960 ·
1961 ·
1962 ·
1963 ·
1964 ·
1965 ·
1966 ·
1967 ·
1968 ·
1969 ·
1970 ·
1971 ·
1972 ·
1973 ·
1974 ·
1975 ·
1976 ·
1977 ·
1978 ·
1979 ·
1980 ·
1981 ·
1982 ·
1983 ·
1984 ·
1985 ·
1986 ·
1987 ·
1988 ·
1989 ·
1990 ·
1991 ·
1992 ·
1993 ·
1994 ·
1995 ·
1996 ·
1997 ·
1998 ·
1999 ·
2000 ·
2001 ·
2002 ·
2003 ·
2004 ·
2005 ·
2006 ·
2007 ·
2008 ·
2009 ·
2010 ·
2011 ·
2012 ·
2013 ·
2014 ·
2015 ·
2016 ·
2017 ·
2018 ·
2019 ·
2020 ·
2021 ·
2022 ·
2023
- Verenigd Koninkrijk
- Verenigde Staten (Best Sellers)